# Svanatjärnen (Lycksele socken, Lappland, 718391-159575)
Svanatjärnen är en sjö i Lycksele kommun i Lappland och ingår i Umeälvens huvudavrinningsområde. Sjön har en area på 0,0369 kvadratkilometer och ligger 394,8 meter över havet.

## Delavrinningsområde
Svanatjärnen ingår i det delavrinningsområde (718346-159423) som SMHI kallar för Ovan Norrsjöbäcken. Medelhöjden är 441 meter över havet och ytan är 41,76 kvadratkilometer. Det finns inga avrinningsområden uppströms utan avrinningsområdet är högsta punkten. Rusbäcken (Sörbäcken) som avvattnar avrinningsområdet har biflödesordning 2, vilket innebär att vattnet flödar genom totalt 2 vattendrag innan det når havet efter 210 kilometer. Avrinningsområdet består mestadels av skog (74 procent) och sankmarker (18 procent). Avrinningsområdet har 0,09 kvadratkilometer vattenytor vilket ger det en sjöprocent på 0,2 procent.